# بهار أو إس
نظام بهار أو إس (بالإنجليزية: BharOS)‏ اختصاراً كلمة بال بهارات جمع كلمة أو كلمتي "الهند ونظام تشغيل" كلمتان يدمجان بالهندية يصبح Bhar، هي نظام تشغيل للأجهزة محمولة صممته المعهد الهندية للتكنولوجيا بالمداريس يقع مقرها في الهند قد هذا نظام يتطلب تأمينات مطلوبة موثوقة عليها كباقي نظام مثل لا يتضمن أي تطبيقات افتراضية ويتيح للمستخدمين الوصول إلى التطبيقات الموثوقة فقط عبر ضابط في الاعدادات و هي خدمات متاجر التطبيقات الخاصة. قال البروفيسور ف. كاماكوتي، مدير المعهد الهندية للتكنولوجيا بالمدرايس، في مقابلة هاتفية يختصون بالهذه نظام قال: "نظام التشغيل هذا يستند إلى نظام لينكس" يقل أن هذا نظام لست نظاماً وهي واجهة برمجية معدلة من نظام اندرويد مستخدمة كخدعة كذبة واجهتهم غضب قصي للعرب عبر تعليقاتهم على الفيسبوك تأثيرات جامهة حول نظام جديد مستخدمين نظام جديد تغالت عنهم.

## معلومات حول النظام
طورت الهند نظام تشغيل للهواتف المحمولة في أحد أفضل كلياتها الهندسية، والذي زعمت أنه أكثر أماناً من نظام أندرويد التابع لشركة "ألفابت"، وصُمم ليُستخدم في الشركات وفي المناطق شديدة التأمين. نظام "بهار أو إس" (BharOS)، وهي اختصار لكلمة "بهارات" أو كلمتي "الهند ونظام تشغيل"، لا يتضمن أي تطبيقات افتراضية ويتيح للمستخدمين الوصول إلى التطبيقات الموثوقة فقط من خدمات متاجر التطبيقات الخاصة. قال البروفيسور ف. كاماكوتي، مدير المعهد الهندي للتكنولوجيا بمدراس، في مقابلة هاتفية: "نظام التشغيل هذا يستند إلى نظام لينكس".

## سبب إنشاء هذا النظام
يعد نظام التشغيل المحلي خطوة أخرى نحو هدف رئيس الوزراء ناريندرا مودي للاعتماد على الذات في كل شيء بدءاً من معدات اتصالات الجيل الخامس إلى مصانع أشباه الموصلات. قال وزير التعليم وريادة الأعمال الهندي دارميندرا برادان في حدث إزاحة الستار عن نظام التشغيل الجديد إن فقراء الهند سيكونون المستفيدين الرئيسيين من مثل هذه البنية التحتية الرقمية.
نظام "بهار أو إس" جاء في وقت وقعت فيه الهند غرامة قدرها 160 مليون دولار على "غوغل" في قضية مكافحة الاحتكار، حيث اتُهمت الشركة بإساءة استخدام مركزها المهيمن في السوق لصالح نظام تشغيل أندرويد. كذلك، طلبت هيئة تنظيم المنافسة في البلاد من عملاق التكنولوجيا الأميركي اتخاذ بعض التدابير مثل السماح لمستخدمي الهواتف الذكية بإلغاء تثبيت تطبيقات معينة وإتاحة الفرصة لهم لاستخدام محرك البحث المفضل لديهم مثل محرك بحث محبية بالهند دك دك غو

## أهم برامج أمنة للنظام
يعرض برامج أمنة موجودة للنظام كيفية تأمين برمجياتهم حماية ما يمكن فعلهم على تطبيقات الأستثنائية على جدول:
سنعمل على جدول قريباً.

## أنظمة التشغيل في الهند
لا شك أن نظام التشغيل الهندي أمامه مهمة شاقة في سوق يهيمن عليه نظام أندرويد، الذي يعمل به نحو 97% من بين الهواتف الذكية البالغ عددها 620 مليوناً في الهند، فيما يدير نظام التشغيل "آي أو إس" من "أبل" الأجهزة المتبقية.

## الوصلات
الهند تعتمد على ذاتها وتطلق نظام تشغيل للهواتف المحمولة
 يحتاج مراجع أكثر و فحصها 